# Karl Göttling
Karl Hans Göttling, auch Carl Hans Göttling (* 31. Oktober 1869 in Leipzig; † nach 1933), war ein deutscher Redakteur und Politiker (VRP). Von 1926 bis 1929 war er Mitglied des Sächsischen Landtages.

## Leben
Er war Sohn eines Zimmermeisters und zunächst als Redakteur, dann als Syndikus in Leipzig und Dresden tätig. Aufgrund während der Inflation erlittener Verluste wurde er Mitglied des Sparerbundes und der Reichspartei für Volksrecht und Aufwertung. Für Letztere ließ er sich 1926 erfolgreich für die Landtagswahl in Sachsen aufstellen und war bis 1929 im Sächsischen Landtag vertreten, wo er sich für nationale Belange einsetzte. 
Nachdem er während der Krankheit des Sozialdemokraten Bethke eine gewisse Zeit die Sächsische Staatszeitung geleitet hatte, wurde er Leiter des 1927 als private Organisation gegründeten Mitteleuropa-Instituts (MEI) in Dresden. Aufgrund seiner ablehnenden Haltung zum Nationalsozialismus und zu Adolf Hitler wurde er 1933 in „Schutzhaft“ genommen. Vor dem Sondergericht Freiberg wurde er im Dezember 1933 freigesprochen, da nicht eindeutig nachgewiesen werden konnte, dass abwertende Äußerungen von ihm auch nach dem Stichtag (21. März 1933) gefallen waren.
Über Karl Hans Göttlings letzte Lebensjahre ist nichts dokumentiert.